# Serafin (Demianiw)
Serafin, imię świeckie Wołodymyr Wasiljewicz Demianiw (ur. 9 lipca 1953 w Zozułyncach) – biskup Ukraińskiego Kościoła Prawosławnego Patriarchatu Moskiewskiego.

## Życiorys
Urodził się w rodzinie robotniczej. Po ukończeniu technikum pracował w Czerniowcach. Od 1972 do 1974 odbywał zasadniczą służbę wojskową. 4 lipca 1976 arcybiskup czernihowski i sumski Antoni (Wakaryk) wyświęcił go na diakona. Trzy dni później przyjął święcenia kapłańskie i został proboszczem parafii Przemienienia Pańskiego w Bachmaczu. 15 stycznia 1979 złożył wieczyste śluby zakonne.
Od 1984 był proboszczem parafii Zaśnięcia Matki Bożej w Baryszowkach, zaś po pięciu latach został przeniesiony do monasteru Przemienienia Pańskiego w Hosziwsku (eparchia iwano-frankiwska). W 1999 ukończył seminarium duchowne w Kijowie, zaś rok później – w trybie eksternistycznym Kijowską Akademię Duchowną.
14 listopada 2007 Święty Synod Ukraińskiego Kościoła Prawosławnego wyznaczył go na biskupa pomocniczego eparchii kijowskiej z tytułem biskupa jagodzińskiego. Jego chirotonia miała miejsce 16 listopada tego samego roku w ławrze Peczerskiej.
23 grudnia 2011 został mianowany przez Święty Synod Ukraińskiego Kościoła Prawosławnego członkiem komisji, która w związku z chorobą metropolity kijowskiego Włodzimierza tymczasowo objęła zarząd metropolii kijowskiej. Komisja ta została rozwiązana 26 stycznia 2012 na kolejnym posiedzeniu Synodu.
W 2012 podniesiony do godności arcybiskupiej.